# Équipe d'Inde de rink hockey
L'équipe d'Inde de rink hockey est la sélection nationale qui représente l'Inde en rink hockey.

## Sélection actuelle
| # | Joueur | Poste |
|   |        |       |
|   |        |       |
|   |        |       |
|   |        |       |
|   |        |       |
|   |        |       |
|   |        |       |
|   |        |       |
|   |        |       |
|   |        |       |
|   |        |       |